# Coppa d'Asia (beach soccer)
La Coppa d'Asia di beach soccer (in inglese AFC Beach Soccer Asian Cup) è la più importante competizione di beach soccer per selezioni nazionali maschili organizzato dalla Asian Football Confederation. Fino al 2021 la denominazione della competizione era "AFC Beach Soccer Championship". Le nazionali più vincenti sono Iran (4 titoli) e Giappone (3 titoli).

## Storia
La competizione è stata istituita nel 2006 dopo che la FIFA impose a tutte le confederazioni continentali di organizzare un torneo di qualificazione alla Coppa del Mondo. Analogamente alla manifestazione mondiale, il torneo asiatico inizialmente aveva cadenza annuale. A partire dall'edizione del 2011 entrambe le competizioni sono divenute biennali.

## Albo d'oro
| Edizione | Paese               | Finale              | Finale                  | Finale              | Finale 3º posto     | Finale 3º posto         | Finale 3º posto     |
| Edizione | Paese               | Campione            | Risultato               | Secondo             | Terzo               | Risultato               | Quarto              |
| -------- | ------------------- | ------------------- | ----------------------- | ------------------- | ------------------- | ----------------------- | ------------------- |
| 2006     | Emirati Arabi Uniti | Bahrein             | 5 – 3                   | Giappone            | Iran                | 6 – 4                   | Cina                |
| 2007     | Emirati Arabi Uniti | Emirati Arabi Uniti | 4 – 3                   | Giappone            | Iran                | 6 – 0                   | Bahrein             |
| 2008     | Emirati Arabi Uniti | Emirati Arabi Uniti | 4 – 3                   | Giappone            | Iran                | 4 – 1                   | Cina                |
| 2009     | Emirati Arabi Uniti | Giappone            | 4 – 2                   | Bahrein             | Oman                | 1 – 1 (dts) 2 – 1 (dtr) | Iran                |
| 2011     | Oman                | Giappone            | 2 – 1                   | Oman                | Iran                | 6 – 2                   | Emirati Arabi Uniti |
| 2013     | Qatar               | Iran                | 6 – 6 (dts) 5 – 4 (dtr) | Giappone            | Emirati Arabi Uniti | 3 – 2                   | Australia           |
| 2015     | Qatar               | Oman                | 1 – 1 (dts) 3 – 2 (dtr) | Giappone            | Iran                | 8 – 3                   | Libano              |
| 2017     | Malaysia            | Iran                | 7 – 2                   | Emirati Arabi Uniti | Giappone            | 6 – 3                   | Libano              |
| 2019     | Thailandia          | Giappone            | 2 – 2 (dts) 3 – 1 (dtr) | Emirati Arabi Uniti | Oman                | 2 – 2 (dts) 2 – 1 (dtr) | Palestina           |
| 2021     | Thailandia          | Cancellato          | Cancellato              | Cancellato          | Cancellato          | Cancellato              | Cancellato          |
| 2023     | Thailandia          | Iran                | 6 – 0                   | Giappone            | Oman                | 4 – 2                   | Emirati Arabi Uniti |
| 2025     | Thailandia          | Iran                | 8 – 1                   | Oman                | Giappone            | 3 – 1                   | Arabia Saudita      |

## Medagliere
| Posiz. | Nazione             | Oro | Argento | Bronzo | Totale |
| ------ | ------------------- | --- | ------- | ------ | ------ |
| 3      | Iran                | 4   | 0       | 5      | 9      |
| 1      | Giappone            | 3   | 6       | 2      | 11     |
| 2      | Emirati Arabi Uniti | 2   | 2       | 1      | 5      |
| 4      | Oman                | 1   | 2       | 3      | 6      |
| 5      | Bahrein             | 1   | 1       | 0      | 2      |